# Ginnastica ai Giochi della XVI Olimpiade - Attrezzi a squadre femminile
La competizione degli attrezzi a squadre femminile di Ginnastica artistica dei Giochi della XVI Olimpiade si è svolta al West Melbourne Stadium di Melbourne il 7  dicembre 1956.
Questa prova si è tenuta solo alle Olimpiadi del 1952 e  del 1956, era un'esibizione a squadre con attrezzi mobili (palla, cerchio, clave ecc) un'antenata della moderna ginnastica ritmica.

## Risultati
| Pos.    | Nazione          | Atlete                                                                                                 | Punti Totali |
| ------- | ---------------- | --- | ------------ |
| Oro     | Ungheria         | Ágnes Keleti, Aliz Kertész, Andrea Bodó, Erzsébet Gulyás, Margit Korondi, Olga Tass                    | 75,20        |
| Argento | Svezia           | Ann-Sofi Colling, Doris Hedberg, Eva Rönström, Evy Berggren, Karin Lindberg, Maude Karlén              | 74,20        |
| Bronzo  | Polonia          | Barbara Wilk-Ślizowska, Danuta Nowak, Dorota Horzonek, Helena Rakoczy, Lidia Szczerbińska, Natalia Kot | 74,00        |
| Bronzo  | Unione Sovietica | Larisa Latynina, Lidija Kalinina, Ljudmila Egorova, Polina Astachova, Sof'ja Muratova, Tamara Manina   | 74,00        |
| 5       | Romania          | Elena Leuştean, Elena Mărgărit, Elena Săcălici, Emilia Vătăşoiu, Gheorgheta Hurmuzachi, Sonia Iovan    | 73,40        |
| 6       | Giappone         | Kazuko Sogabe, Keiko Tanaka, Kyoko Kubota, Mitsuka Ikeda, Shizuko Sakashita, Suzuko Seki               | 73,20        |
| 7       | Cecoslovacchia   | Alena Reichová, Anna Marejková, Eva Bosáková, Matylda Matoušková, Miroslava Brdíčková, Věra Drazdíková | 73,00        |
| 8       | Italia           | Elena Lagorara, Elisa Calsi, Luciana Lagorara, Luciana Reali, Miranda Cicognani, Rosella Cicognani     | 72,80        |
| 9       | Stati Uniti      | Doris Fuchs, Jackie Klein, Joyce Racek, Judy Howe, Muriel Davis, Sandra Ruddick                        | 67,60        |